# 공격 (영화)
《공격》(Attack!)은 미국에서 제작된 로버트 앨드리치 감독의 1956년 전쟁, 액션, 드라마 영화이다. 잭 팰런스 등이 주연으로 출연하였고 로버트 앨드리치 등이 제작에 참여하였다. 이 영화는 1956년 이탈리아 영화 비평가상을 받았다.

## 출연

### 주연
- 잭 팰런스
- 에디 알버트
- 리 마빈

### 조연
- 로버트 스트라우스
- 리차드 재켈
- 버디 엡슨
- 존 셰포드
- 피터 밴 아익
- 짐 굿윈
- 스티븐 거레이
- 저드슨 테일러
- 루이스 머시어
- 헨리 로랜드
- 홀리 베인
- 스트로더 마틴
- 레너드 브리멘
- 윌리엄 스미더스

## 기타
- 원작자: 노먼 브룩스